# Základní potraviny

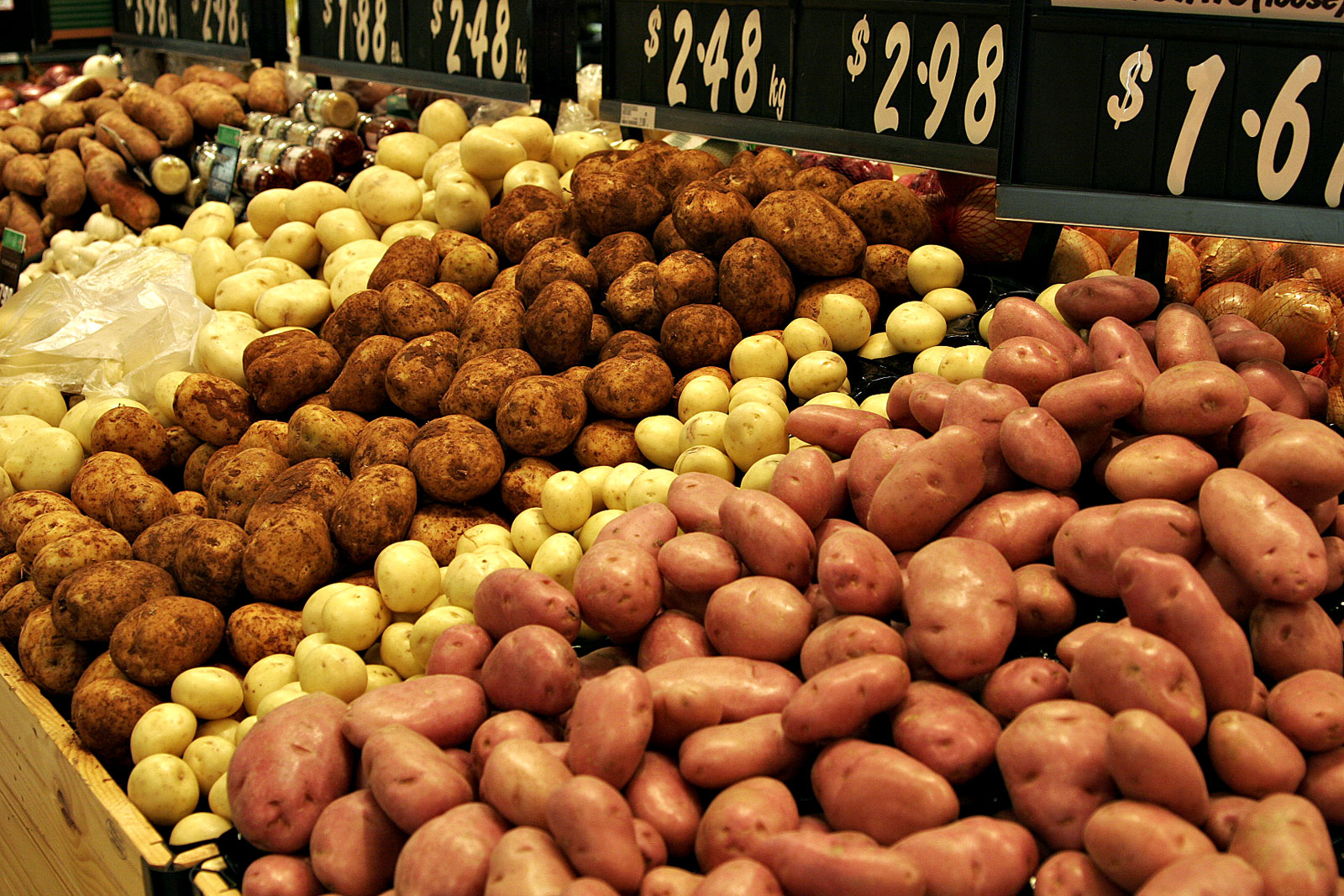
Brambory

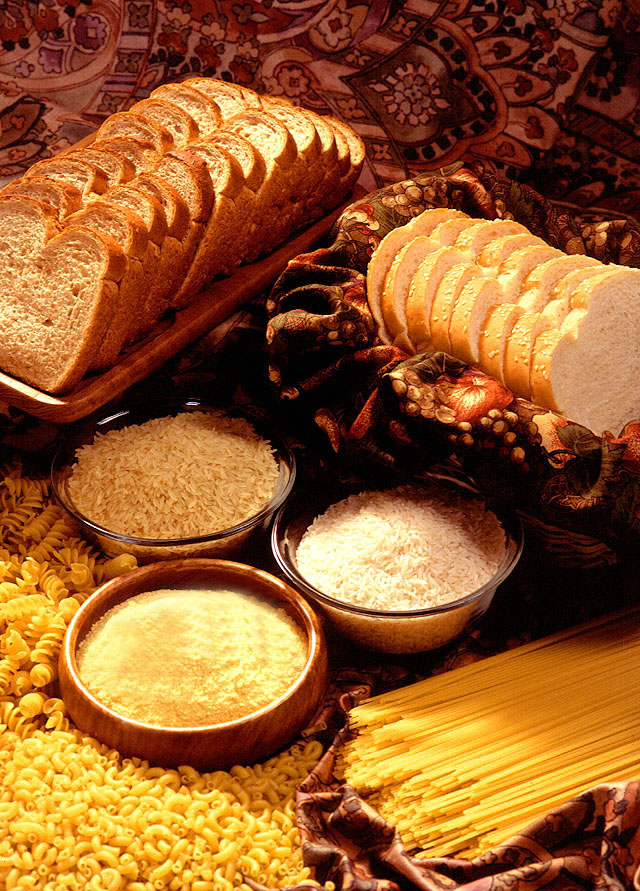
Výrobky z obilovin

Základní potraviny jsou takové potraviny, které tvoří v určité geograficky vymezené oblasti základní součást jídelníčku. Tyto potraviny lidé konzumují pravidelně a v takovém množství, že zajišťují velkou část jejich přísunu energie a živin.
Většina obyvatel světa konzumuje potravu tvořenou pouze malým množstvím základních potravin. Základní potraviny se liší místo od místa, ale je pro ně typická nízká cena, snadná dostupnost a obsah nejméně jednoho ze tří makronutrientů: sacharidů, proteinů a tuků. Jako typické příklady základních potravin můžeme označit obiloviny jako pšenice, ječmen, žito, kukuřice, rýže a hlízy jako brambory, jamy, taro a kasava. Mezi další základní potraviny se řadí fazole, ságo, chlebovník a banány. Základní potraviny mohou také obsahovat sorghum, olivový olej, kokosový olej a cukr.
Jídla vyrobená ze základních potravin se na mnoha místech jedí každý den, např. chléb, rýže či obilná kaše. Rané civilizace si základních potravin cenily hlavně z toho důvodu, že kromě výživné hodnoty poskytovaly i snadnou skladovatelnost (tzn. rychle se nekazily a daly se skladovat i po delší období). Některé základní potraviny jsou jako základní potraviny používány pouze v obdobích nedostatku, např. chladné zimy či období sucha. V čase úrody mohou základ stravy tvořit i jiné právě dostupné potraviny.